# Кубок Німеччини з футболу 1959
Кубок Німеччини з футболу 1959 — 16-й розіграш кубкового футбольного турніру в Німеччині. Сьомий кубковий турнір на території Федеративної Республіки Німеччина після закінчення Другої світової війни. У кубку взяли участь 5 команд, по одній від кожної федеральної області. Переможцем кубка Німеччини вперше став Шварц-Вайс (Ессен) із Ессена.

## Кваліфікаційний раунд
| Команда 1               | Рахунок | Команда 2          |
| ----------------------- | ------- | ------------------ |
| 16 серпня 1959          |         |                    |
| Герта (Західний Берлін) | 3:6     | Шварц-Вайс (Ессен) |

## Півфінали
| Команда 1             | Рахунок | Команда 2          |
| --------------------- | ------- | ------------------ |
| 3 жовтня 1959         |         |                    |
| Боруссія (Нойнкірхен) | 2:1     | Мангайм            |
| 12 грудня 1959        |         |                    |
| Гамбург               | 1:2 дч  | Шварц-Вайс (Ессен) |

## Фінал
| 27 грудня 1959 13:45 (CET) |

| Шварц-Вайс (Ессен)                                 | 5:2      | Боруссія (Нойнкірхен)            |
| -------------------------------------------------- | -------- | -------------------------------- |
| Руммель 25', 50' Клекнер 66' Трімхольд 70' Шит 80' | Протокол | Емсер 86' (пен.) Дерренбахер 87' |

| Ауештадіон, Кассель Глядачів: 20 000 Арбітр: Герхард Шуленбург |